# Független Demokrata Unió
A Független Demokrata Unió (spanyolul: Unión Demócrata Independiente, rövidítése: UDI) egy chilei konzervatív, jobboldali politikai párt.

## Története

### Alapítása
Az alapítás az 1960-as évek diáktüntetéseire nyúlik vissza, amikor Jaime Guzmán a Chilei Katolikus Egyetem Joghallgatói Szervezet elnöke megalapította a Grémliasta Mozgalmat. A mozgalom olyan hallgatókat vett fel tagok közé, akik ellenezték a baloldali és kereszténydemokrata diákok vezette sztrájkokat. A mozgalom rövidesen az egyetem legnépszerűbb hallgatói szervezete lett. Jaime Guzmán rendszeresen kritizálta a liberális demokráciát, az autokrácia és korporativizmus eszméjét éltette. A szubszidiaritás elve mentés fontosnak tartotta egyéb társadalmi mozgalmak megalapítását. Még a Salvador Allende vezette kormány néhány tagja, mint a Nemzeti Párt és a Kereszténydemokraták és rövidesen a Grémialista Mozgalom tagja lett.
Guzmán támogatta az 1973-as chilei puccsot, aminek keretében Augusto Pinochet vette át a hatalmat. Pinochet egyik közeli tanácsadója lett, majd az 1980-ban életbe léptetett alkotmányt előkészítő bizottság tagja lett.
1982-ben kialakult gazdasági válság miatt, eltávolították a hatalomból a "Chicagói fiúk"-nak nevezett neoliberális közgazdászokat, emiatt Guzmán eltávolodott a kormánytól és rövidesen megalapította saját mozgalmát, amely 1983-ban Független Demokrata Unió Mozgalom néven jött létre.
Az újonnan létrejövő mozgalom támogatta a katonai juntát, viszont erős empátiával állt a társadalom szegényebb rétegeihez, annak érdekében hogy elvegyék a marxista baloldal társadalmi bázisát. A növekvő gazdasági válság alatt a mozgalom sikeresen kiterjesztett befolyását országos szinten. Az egyik ilyen kiemelkedő politikusuk Simon Yévenes volt, akit 1986-ban baloldali ellenállók öltek meg.
1987. április 29-én a Független Demokrata Unió más pártokkal egyesült és megalapították a Nemzeti Megújulás pártot. Ez a párt az összes jobboldali pártot és mozgalmat magába tömörítette. Az Unió a szervezeten belül megtartotta önálló identitását, amely pártszakadást okozott: az Unió összes vezetője lemondott, míg Jaime Guzmán új pártot alapított Független Demokrata Unió néven 1989-ben.

### Pinoche-rendszer végén
Az Unió támogatta Pinochet rendszerét, az 1988-as népszavazáson az "IGEN" vagyis Pinochet hatalomban maradása mellett kampányolt. Majd az újonnan alapított párt a Nemzeti Megújulás Párttal együtt csatlakozott a Demokrácia és Haladás nevű jobboldali választási koalícióhoz, amely Hernan Büchi-t a Pinochet-rendszer egykori pénzügyminiszterét indította elnök-jelöltként. A választást végül a demokratikus pártokat tömörítő Koncentráció koalíció jelöltje Patricio Aylwin nyerte meg.

### Növekedés és ellenzék
1990-re Guzmán lett az ellenzék vezetője és egyben az új demokratikus kormány legfőbb kritikusa: gyakran vádolta meg a kormányt, hogy nem harcol eléggé a chilei baloldali fegyveres mozgalmak ellen, amelyek ekkoriban aktívak voltak még. 1991.- április 1-én Guzmánt – aki a Chilei Katolikus Egyetemen adott épp órát – megöli az utcán a szélsőbaloldali Manuel Rodríguez Hazafias Front gerillaszervezet.
A párt hosszú ideig a Nemzeti Megújulással a Szövetség Chiléért jobboldali erőket tömörítő választási koalíció részei voltak.

### Viták a Nemzeti Megújulással
2003-ban pártszakadás és belső viták keletkeztek a Nemzeti Megújulással hogy a két párt elnöke közül melyik legyen Szövetség koalíció listavezetője : Pablo Longueira vagy Sebastián Piñera. 2005-ben a párt Joaquín Lavínt indította jelöltként, de a Nemzeti Megújulás Sebastián Piñera jelöltségéhez ragaszkodott. A Koncentráció jelölte Michelle Bachelet volt. Az elnökválasztás első fordulójában Piñera lett a második és Lavín felszólította a szavazóit, hogy a második fordulóban Piñerára szavazzanak. A második fordulóban is Bachelet győzött, a Független Demokrata Unió lett egyéniben a Képviselőház legnagyobb frakciója: 120-ból 33 mandátumra tettek szert.

## Ideológia

### Gazdaságpolitika
A párt egy olyan szociális piacgazdaságban hisz, amelyben a magántulajdon a legfontosabb. Emellett a társadalmi jólét is fontos, hogy a gazdasági fejlődés is biztosított legyen. A szabad piaci versenyben hisz és ellenzi a monopóliumokat, ösztönzi a kis és középvállalkozások támogatását valamint és a munkát a szegénységből való kitörés egyetlen zálogának tartja a párt.

### Család és társadalompolitika
A párt gremialista szellemiségű: fontosnak tartják az egyén szabadságát addig, amíg a társadalom más tagjainak nem árt. A családot a társadalom alapjának tekinti.